# Mont à Perron
Mont à Perron är en bergstopp i Schweiz.   Den ligger i distriktet Conthey och kantonen Valais, i den sydvästra delen av landet, 80 km söder om huvudstaden Bern. Toppen på Mont à Perron är 2 667 meter över havet, eller 64 meter över den omgivande terrängen. Bredden vid basen är 0,21 km.
Terrängen runt Mont à Perron är huvudsakligen mycket bergig. Runt Mont à Perron är det ganska tätbefolkat, med 214 invånare per kvadratkilometer.. Närmaste större samhälle är Sion, 12,1 km öster om Mont à Perron. 
Trakten runt Mont à Perron består i huvudsak av gräsmarker.